# Vertavillo
Vertavillo es un municipio y localidad española de la provincia de Palencia, en la comunidad autónoma de Castilla y León. Perteneciente a la comarca del Cerrato, cuenta con una población, a inicios de 2022, de 167 habitantes.

## Símbolos
El escudo heráldico y la bandera que representan al municipio fueron aprobados oficialmente el 23 de mayo de 2014. El blasón del escudo es el siguiente:

Escudo de forma española, partido y medio cortado. Primero, de Gules, un castillo de oro, almenado, donjonado de tres donjones o torres, más alta la central, mazonado de sable y abierto; segundo, de Sinople, haz de espigas de oro atadas de lo mismo; tercero, de Plata, una vid de sinople frutada de lo mismo. Al timbre, corona real de España.
Boletín Oficial de Castilla y León nº 107 de 6 de junio de 2014

Representación heráldica del blasón aprobado.

La descripción textual de la bandera es la siguiente:

Bandera de dimensiones 2:3, tercia al asta. Sobre el paño púrpura del batiente, ubicado en abismo, el escudo de armas municipal en sus colores y metales. En el tercio del asta, bandada horizontal de nueve bandas contrapuestas, roja (o gules), azul (o azur), amarilla (u oro) y púrpura (en la parte superior) y púrpura, amarillo (u oro), azul (o azur) y rojo (o gules), en la parte inferior y la central, de anchura cuádruple, blanca (o plata), cargada de cruz roja (o gules) de la Orden Militar de Santiago, con una venera blanca (o plata) en abismo, puesta en horizontal.
Boletín Oficial de Castilla y León nº 107 de 6 de junio de 2014

## Historia

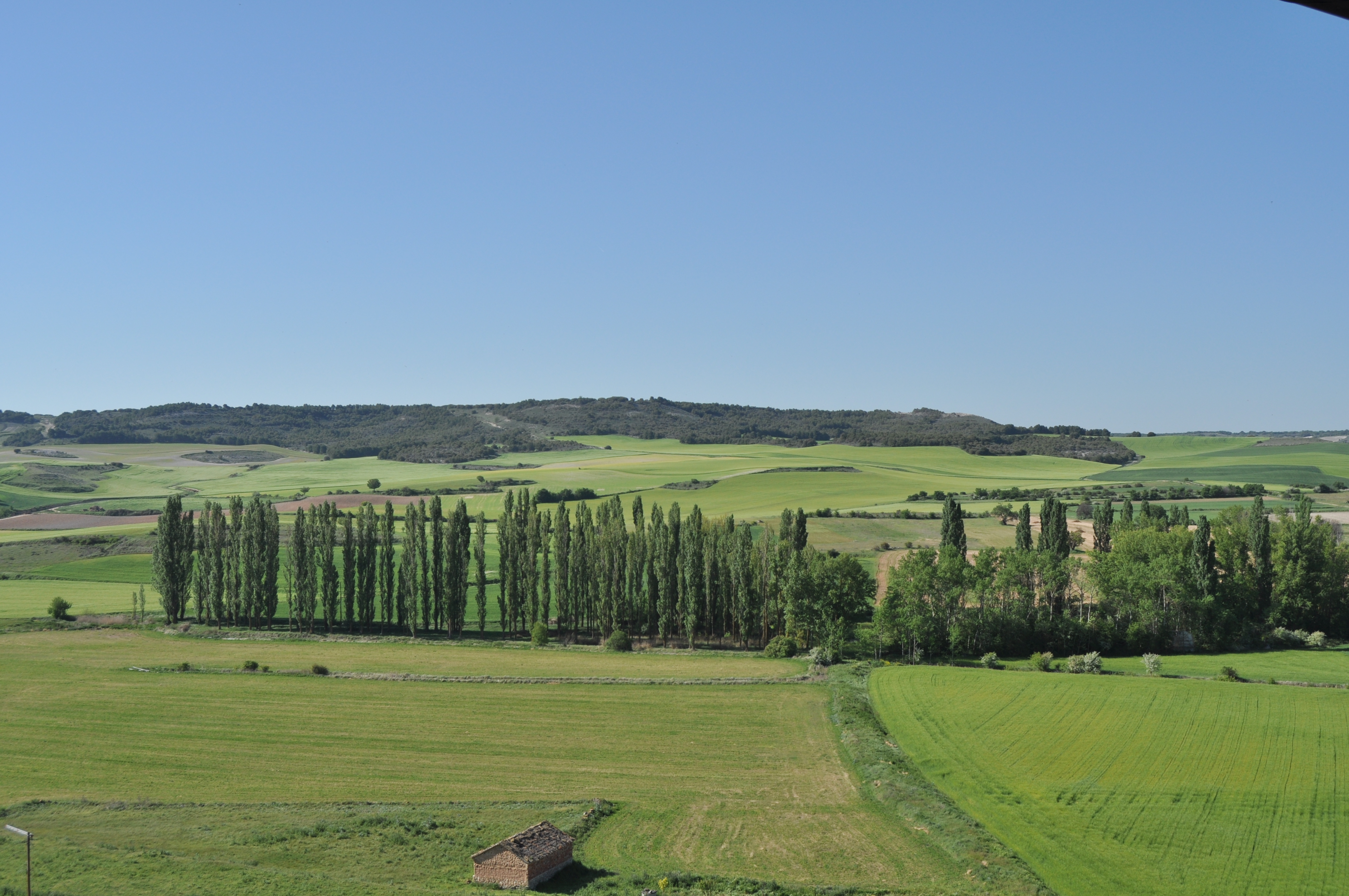
Paisaje primaveral en las afueras de la localidad

El término municipal de Vertavillo alberga yacimientos prehistóricos desde el tercer milenio antes de Cristo. Durante la Segunda Edad del Hierro (siglos V-I a. C.) se asentó un gran poblado vacceo con diferentes construcciones tanto privadas como comunales. Posteriormente en el siglo IV se sitúo en la zona de Los Arroyuelos un asentamiento tardorromano.
No es hasta finales del siglo IX que el pueblo actual empieza a ser repoblado gracias a la acción del rey Alfonso III, y en el siglo X es amurallado tras los ataques musulmanes. Durante la Edad Media aparece mencionado como Bretauello (la primera, en 1141) y Bretauiello; pasándose en el siglo XV a efectuarse una metátesis en la e y la r, con la forma Bertauello. Su nombre original según las investigaciones[¿cuál?] entronca con la lengua celta y vendría a significar el viejo Breto, en probable alusión a la ciudad vaccea.[cita requerida]
En 1532 Carlos I le otorga el título de villa de jurisdicción propia, liberándole de la de Baltanás, acontecimiento celebrado con la erección del rollo de justicia. A final del siglo XVI, Vertavillo contaba con 892 habitantes y a mediados del siglo XIX con 697. A lo largo del siglo XX, va sufriendo un lento proceso de despoblación característico del campo castellano.

### SigloXIX
Así se describe a Vertavillo en la página 684 del tomo XV del Diccionario geográfico-estadístico-histórico de España y sus posesiones de Ultramar, obra impulsada por Pascual Madoz a mediados del siglo XIX:

VERTABILLO

Villa con ayuntamiento en la provincia y diócesis de Palencia (4 leguas), partido judicial de Baltanás (2), audiencia territorial y capitanía general de Valladolid (7).
Situada en lo alto de un cerro y a corta distancia de un arroyo que nace en Hérmedes. El clima es desigual, bien ventilado, y propenso a constipaciones y algunas pulmonías.
Consta de 150 casas de mediana construcción, a excepción de 12 que son nuevas y regulares. La casa consistorial sirve de cárcel y escuela de primera educación, a la que concurren 40 niños, y su dotación consiste en 720 reales del fondo de propios, y 30 fanegas que dan los padres de los discípulos.
Para surtido del vecindario hay una fuente de excelentes aguas a 1/2 legua del pueblo, y a menor distancia otras dos de mal agua.
La iglesia parroquial (San Miguel) se halla servida por un cura de primer ascenso y 2 beneficiados. Al E del pueblo está la ermita del Cristo del Consuelo, cuyo edificio es regular.
El término confina por N con el de Valle y Castrillo de Onielo; E Hérmedes y Villaconancio; S Castroverde, y O Alba y Cevico de la Torre.
Su terreno es de mediana calidad, y disfruta de monte y llano, aquel poblado de roble y encina por algunos puntos, y el llano que consiste en valles destinado a la siembra de cereales. Al E hay un pequeño soto poblado de olmo negrillo. Cruza el término el arroyo que nace en Hérmedes.
Los caminos son locales y en mal estado. La correspondencia se recibe de la capital de la provincia dos veces a la semana.
Producciones: trigo, cebada, centeno, algunas legumbres y vino; se cría ganado lanar y algunas muletas; y caza de liebres, perdices y conejos.
Industria: la agrícola, 3 molinos harineros y los oficios indispensables.
Comercio: la venta del sobrante de sus productos y la importación de algunos artículos de consumo ordinario.
Población: 134 vecinos, 697 almas.

Capital productivo: 822.150 reales. Imponible: 27.275. El presupuesto municipal asciende a 9.650 reales, y se cubre con los productos de propios y arbitrios del pueblo.

## Demografía
Cuenta con una población de 166 habitantes (INE 2024).
| Gráfica de evolución demográfica de Vertavillo entre 1842 y 2021                                                      |
| |
| Población de derecho según los censos de población del INE. Población de hecho según los censos de población del INE. |

## Patrimonio

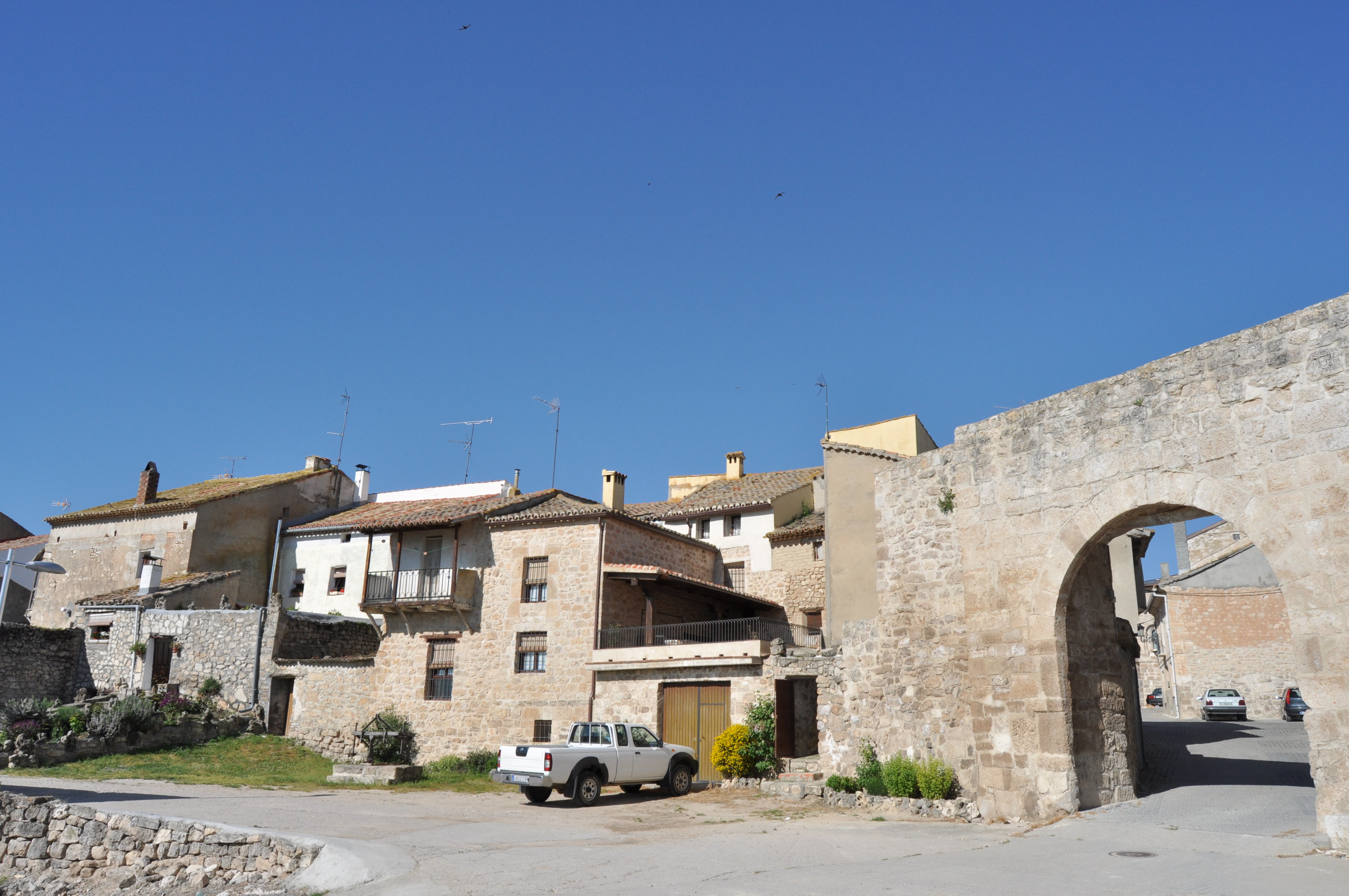
Paisaje urbano en la localidad

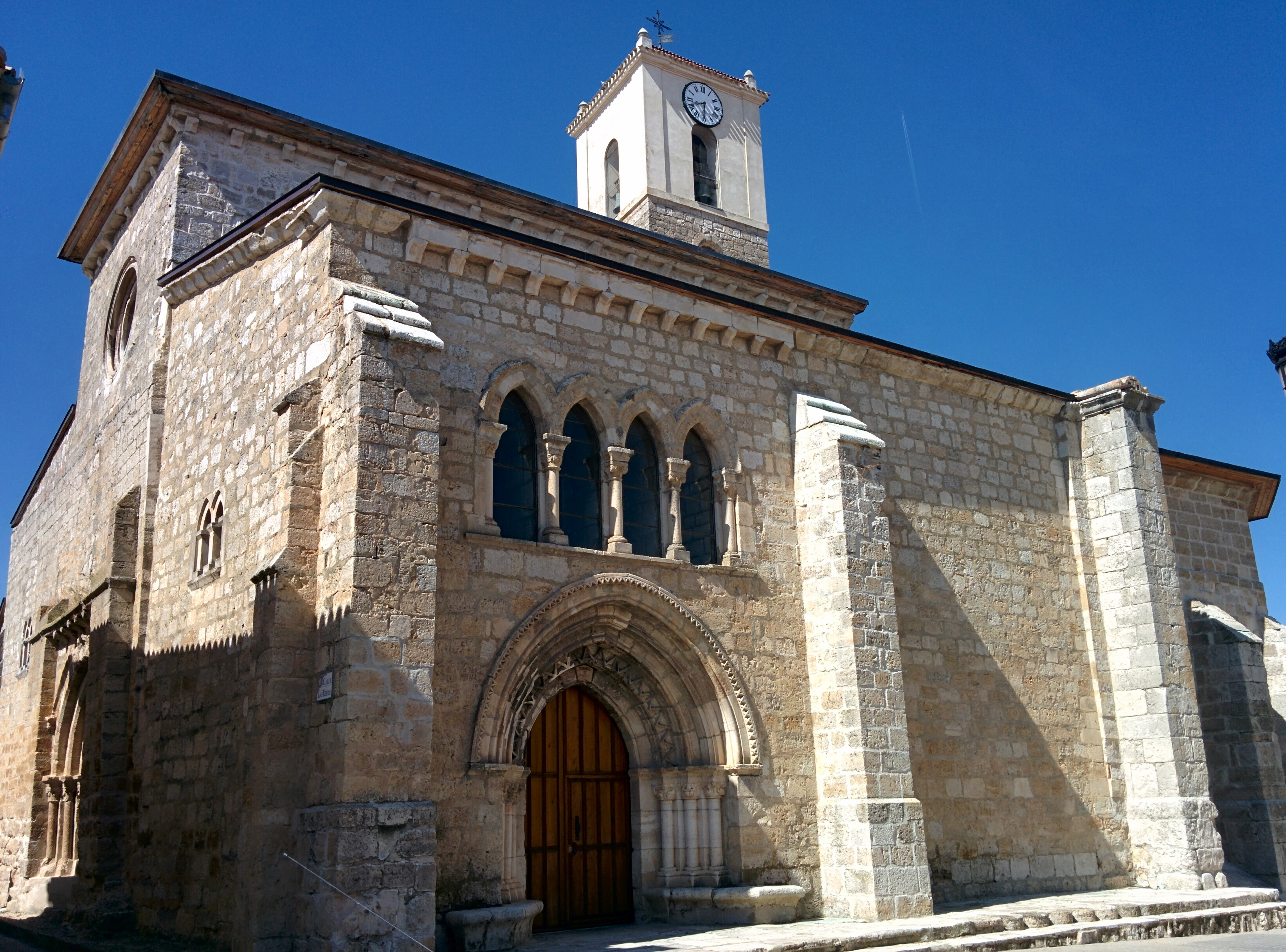
Iglesia de San Miguel

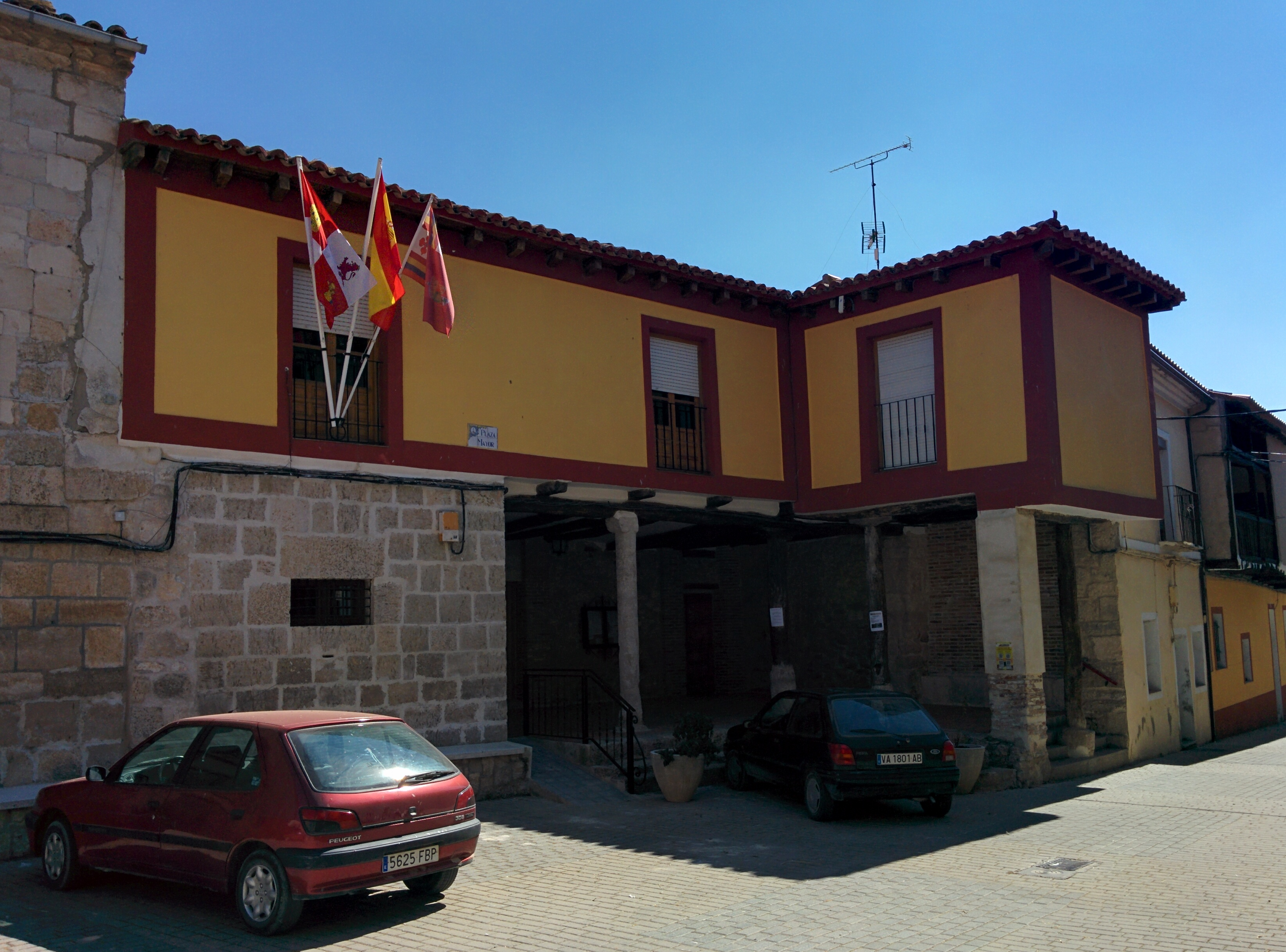
Casa consistorial

Todo el pueblo es Monumento Histórico-Artístico desde 1960. La localidad posee un recinto amurallado medieval, la iglesia parroquial de San Miguel, la ermita de Santo Cristo del Consuelo y un rollo de justicia del siglo XVI, con el estatus de bien de interés cultural (BIC).

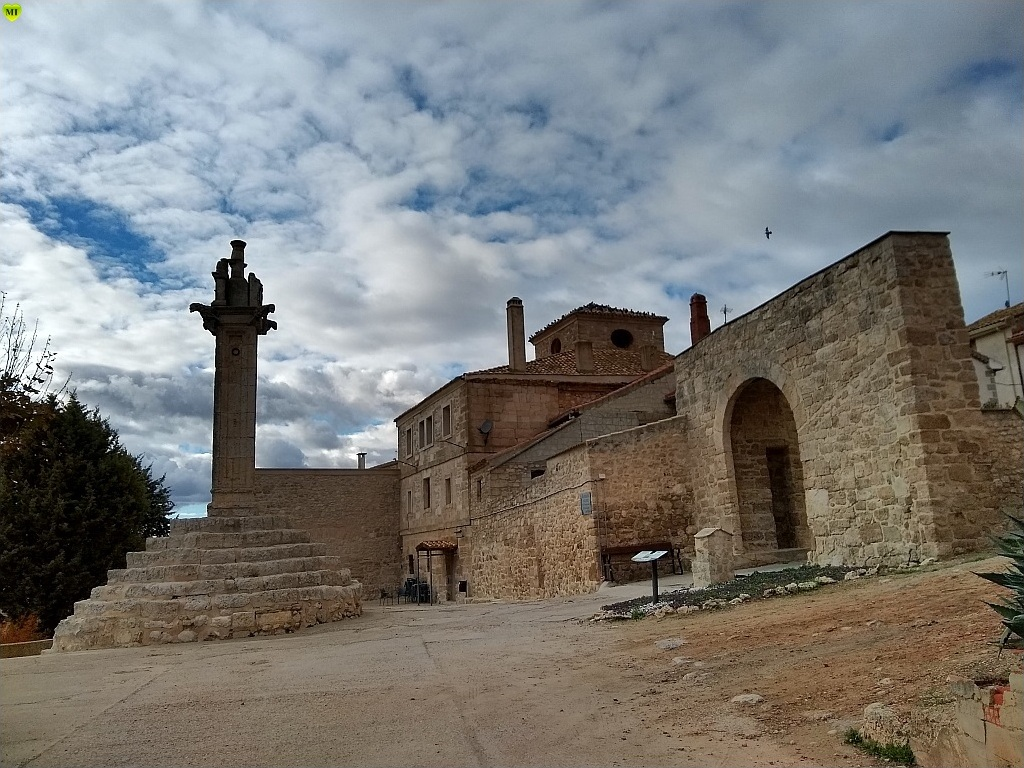
Rollo de justicia
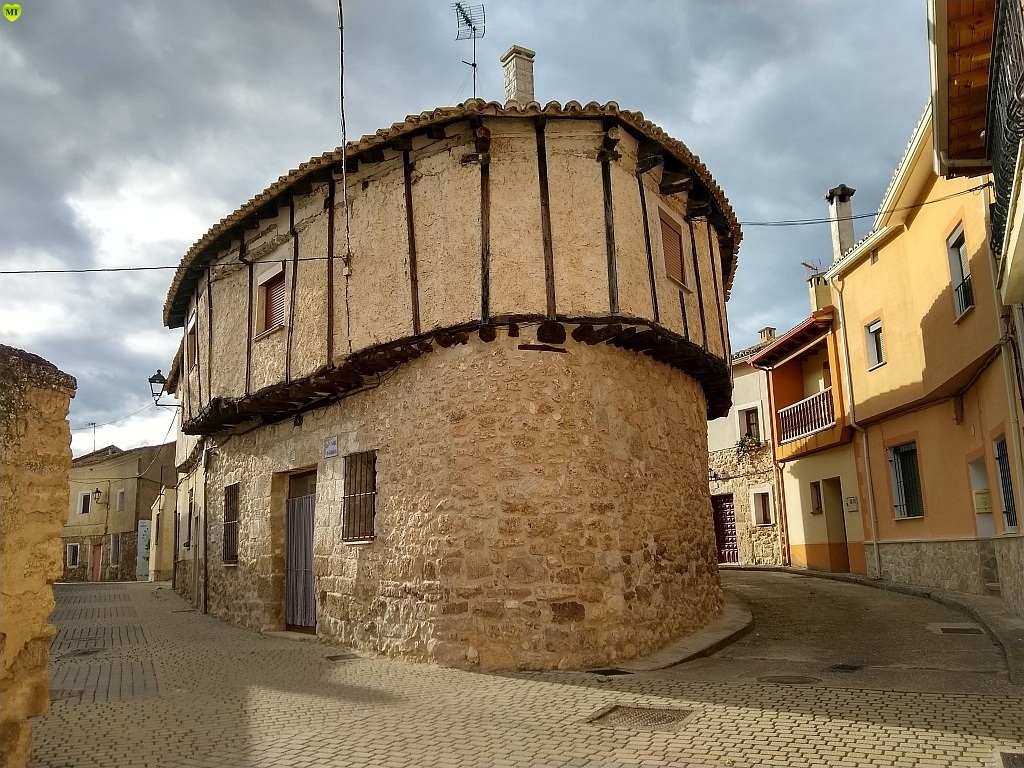
Casa en la Calle Cantarranas asemejando la proa de un barco
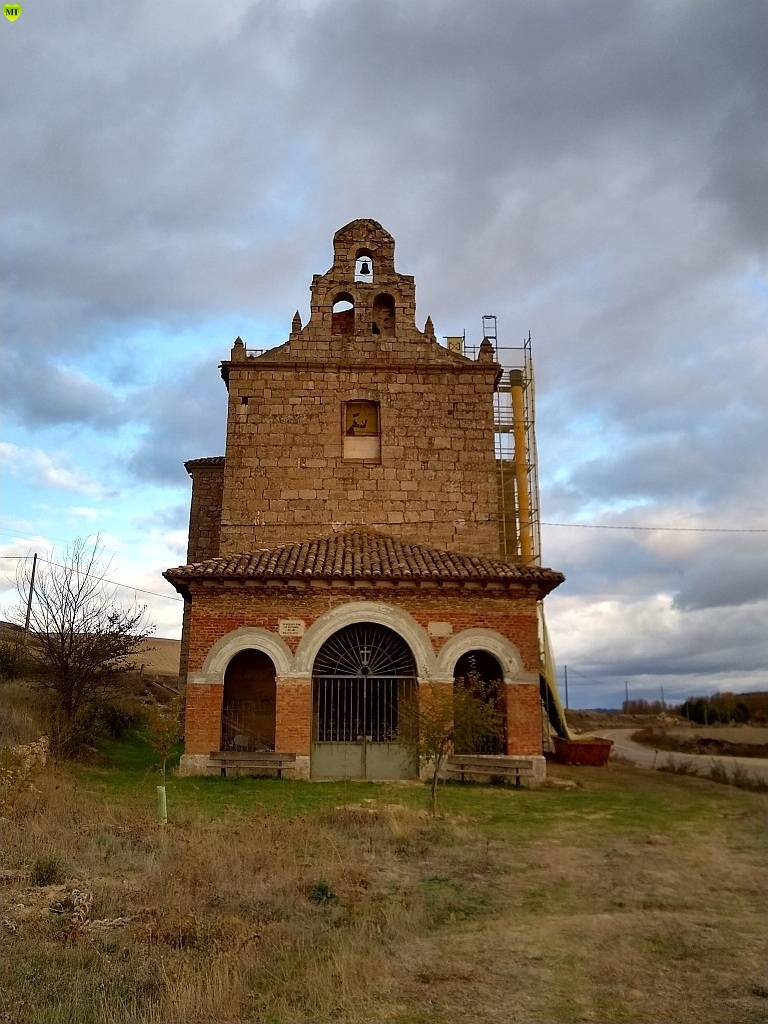
Ermita del Santo Cristo del Consuelo
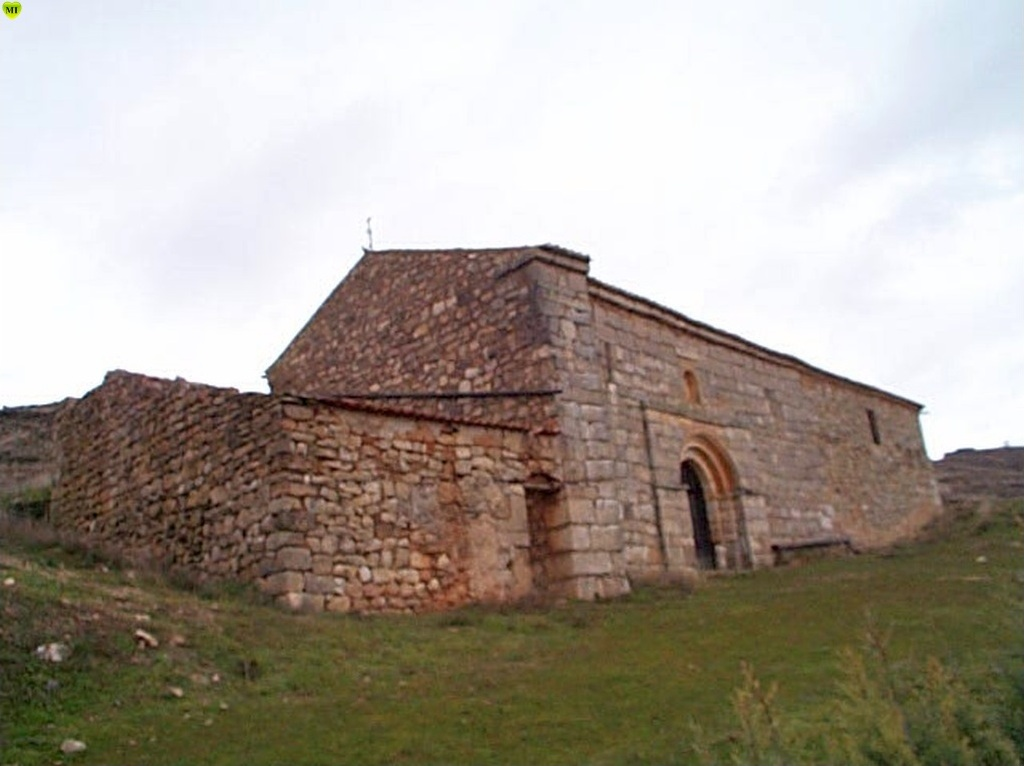
Ermita de la Virgen de Hontoria

## Personas notables
- Jesús Cruz Martín. Ciclista, ganador de una etapa en la Vuelta ciclista a España 1991.